# Миллион мелочей
«Миллион мелочей» (англ. A Million Little Things) — американский телесериал в жанре семейной драмы. Ансамблевый актёрский состав состоит из Дэвида Джинтоли, Романи Малко, Эллисон Миллер, Кристины Мозес, Кристины Очоа, Грейс Пак, Джеймса Родэя, Стефани Шостак, Тристана Байона и Лиззи Грин. Телесериал транслировался с 26 сентября 2018 года по 3 мая 2023 года на телеканале ABC, и состоял из 5 сезонов и 87 серий.

## Сюжет
Когда один из восьми друзей неожиданно кончает жизнь самоубийством, остальные понимают, что надо что-то изменить и начать наконец жить по-настоящему.

## Актёрский состав

### В главных ролях
- Дэвид Джинтоли — Эдди Савиль, учитель музыки и бывший алкоголик, сидит дома с детьми; имеет проблемы в браке с Кэтрин.
- Романи Малко — Ром Ховард, амбициозный режиссёр, который стремится достичь чего-то более значимого в своей жизни; муж Реджины.
- Эллисон Миллер — Мэгги Блум, психолог и девушка Гэри; излечилась от рака груди.
- Кристина Мозес — Реджина Ховард, шеф-повар, мечтающая открыть свой ресторан; жена Рома.
- Кристина Очоа — Эшли Моралес (сезон 1), ассистентка Джона
- Грейс Пак — Кэтрин Ким, жена Эдди, пытающаяся сохранить брак; совмещает свою карьеру юриста с воспитанием сына.
- Джеймс Родэй — Гэри Мендез, друг Эдди, Рома и Джона; был болен раком груди.
- Стефани Шостак — Делайла Диксон, вдова Джона, мать Софи, Дэнни и Чарли.
- Тристан Байон — Тео Савиль, сын Эдди и Кэтрин.
- Лиззи Грин — Софи Диксон, угрюмая 16-летняя дочь Джона и Делайлы.
- Ченс Херстфилд — Дэнни Диксон (сезон 2—3; периодически сезон 1), сын Джона и Делайлы, младший брат Софи.
- Флориана Лима — Дарси (сезон 3; периодически сезон 2), новое увлечение Гэри.

### Во второстепенных ролях
- Рон Ливингстон — Джон Диксон (сезон 1; гость сезон 2), успешный бизнесмен, неожиданно для всех покончивший с собой.
- Констанс Зиммер — Джери Хантингтон (сезон 1), член совета.
- Хендерсон Уэйд — Хантер (сезон 1), коллега Кэтрин.
- Джеймс Таппер — Эндрю Поллок, партнёр Реджины и Делайлы в ресторане.
- Дреа де Маттео — Барбара Нельсон (урожд. Морган), загадочная женщина из прошлого Джона.
- Чендлер Риггз — Пи Джей Нельсон (сезон 2; гость сезон 1), молодой человек, подружившийся Ромом; позже оказывается сыном Барбары Морган.
- Мелора Хардин — Патрисия Блум (сезон 2; гость сезон 1), мать Мэгги.
- Джейсон Риттер — Эрик (сезон 2), человек, который утверждал, что ему пересадили сердце умершего брата Мэгги. Позже выясняется, что сердце на самом деле досталось его невесте, которая погибла в автокатастрофе, спровоцированной Эриком.
- Эббони Уилсон — Ева (сезон 2), молодая беременная женщина, которая планировала отдать своего ребёнка Рому и Реджине, но в итоге решила оставить ребёнка.
- Крис Гир — Джейми (сезон 3)

## Обзор сезонов
| Сезон | Сезон | Эпизоды | Дата показа      | Дата показа     |
| Сезон | Сезон | Эпизоды | Премьера         | Финал           |
| ----- | ----- | ------- | ---------------- | --------------- |
|       | 1     | 17      | 26 сентября 2018 | 28 февраля 2019 |
|       | 2     | 19      | 26 сентября 2019 | 26 марта 2020   |
|       | 3     | 18      | 19 ноября 2020   | 9 июня 2021     |
|       | 4     | 20      | 22 сентября 2021 | 18 мая 2022     |
|       | 5     | 13      | 8 февраля 2023   | 3 мая 2023      |

## Эпизоды

### Сезон 1 (2018—2019)
| № общий | № в сезоне | Название                                             | Режиссёр           | Автор сценария                     | Дата премьеры    | Произв. код | Зрители в США (млн) |
| ------- | ---------- | ---------------------------------------------------- | ------------------ | ---------------------------------- | ---------------- | ----------- | ------------------- |
| 1       | 1          | «Пилот» «Pilot»                                      | Джеймс Гриффитс    | Д.Дж.Нэш                           | 26 сентября 2018 | 101         | 5.07                |
| 2       | 2          | «Группа отцов» «Band of Dads»                        | Джеймс Гриффитс    | Д.Дж.Нэш                           | 3 октября 2018   | 102         | 3.79                |
| 3       | 3          | «Сохраните дату» «Save the Date»                     | Ричард Дж. Льюис   | Д.Дж.Нэш & Дэвид Маршалл Грант     | 10 октября 2018  | 103         | 3.66                |
| 4       | 4          | «Ужин в пятницу вечером» «Friday Night Dinner»       | Дж. Миллер Тобин   | Джулия Коэн                        | 17 октября 2018  | 104         | 3.33                |
| 5       | 5          | «Игра всей твоей жизни» «The Game of Your Life»      | Джеймс Гриффитс    | Джордан Хоули                      | 24 октября 2018  | 105         | 3.49                |
| 6       | 6          | «Неожиданность» «Unexpected»                         | Зинга Стюарт       | Эшли Симс & Д.Дж.Нэш               | 31 октября 2018  | 106         | 3.31                |
| 7       | 7          | «Попробуй» «I Dare You»                              | Джеймс Гриффитс    | Дэвид Маршалл Грант                | 7 ноября 2018    | 107         | 3.28                |
| 8       | 8          | «Сражайся или беги» «Fight or Flight»                | Эми Канаан Манн    | Тоня Бхаттачария                   | 28 ноября 2018   | 108         | 3.47                |
| 9       | 9          | «Перспектива» «Perspective»                          | Крис Кох           | Джонатан Карен & Д.Дж.Нэш          | 5 декабря 2018   | 109         | 3.17                |
| 10      | 10         | «Рождественский список желаний» «Christmas Wishlist» | Нина Лопес-Коррадо | Джордан Хоули & Крис Эррик Мэддокс | 12 декабря 2018  | 110         | 3.37                |
| 11      | 11         | «Секреты и ложь» «Secrets and Lies»                  | Джеймс Гриффитс    | Джулия Коэн                        | 17 января 2019   | 111         | 5.22                |
| 12      | 12         | «За день до этого...» «The Day Before...»            | Сильвер Три        | Эшли Симс                          | 24 января 2019   | 112         | 5.41                |
| 13      | 13         | «Двенадцать секунд» «Twelve Seconds»                 | Джеймс Гриффитс    | Д.Дж.Нэш                           | 31 января 2019   | 113         | 5.29                |
| 14      | 14         | «Однажды» «Someday»                                  | Ричард Дж. Льюис   | Дэвид Маршалл Грант                | 7 февраля 2019   | 114         | 5.25                |
| 15      | 15         | «Скала» «The Rock»                                   | Джеймс Гриффитс    | Джордан Хоули & Такер Коули        | 14 февраля 2019  | 115         | 4.93                |
| 16      | 16         | «Четки» «The Rosary»                                 | Ричард Дж. Льюис   | Тоня Бхаттачария                   | 21 февраля 2019  | 116         | 5.25                |
| 17      | 17         | «Прощание» «Goodbye»                                 | Джеймс Гриффитс    | Д.Дж.Нэш                           | 28 февраля 2019  | 117         | 5.26                |

### Сезон 2 (2019—2020)
| № общий | № в сезоне | Название                          | Режиссёр           | Автор сценария            | Дата премьеры    | Произв. код | Зрители в США (млн) |
| ------- | ---------- | --------------------------------- | ------------------ | ------------------------- | ---------------- | ----------- | ------------------- |
| 18      | 1          | «Возвращение домой» «Coming Home» | Нина Лопес-Коррадо | Д.Дж.Нэш                  | 26 сентября 2019 | 201         | 4.99                |
| 19      | 2          | «Большой каньон» «Grand Canyon»   | Крис Кох           | Джеффри Ноффтс & Д.Дж.Нэш | 3 октября 2019   | 202         | 4.77                |
| 20      | 3          | «Mixed Signals»                   | Неизвестно         | Неизвестно                | 10 октября 2019  | 203         | 4.23                |
| 21      | 4          | «The Perfect Storm»               | Неизвестно         | Неизвестно                | 17 октября 2019  | 204         | 4.05                |
| 22      | 5          | «Austin»                          | Неизвестно         | Неизвестно                | 24 октября 2019  | 205         | 4.38                |

### Сезон 3 (2020—2021)
| № общий | № в сезоне | Название                                  | Режиссёр   | Автор сценария | Дата премьеры   | Произв. код | Зрители в США (млн) |
| ------- | ---------- | ----------------------------------------- | ---------- | -------------- | --------------- | ----------- | ------------------- |
| 37      | 1          | «Ударь и беги» «Hit & Run»                | Неизвестно | Неизвестно     | 19 ноября 2020  | 301         | 4.04                |
| 38      | 2          | «Надписи на стене» «Writings on the Wall» | Неизвестно | Неизвестно     | 3 декабря 2020  | 302         | 3.85                |
| 39      | 3          | «Отпустить» «Letting Go»                  | Неизвестно | Неизвестно     | 10 декабря 2020 | 303         | 3.57                |
| 40      | 4          | «Разговор» «The Talk»                     | Неизвестно | Неизвестно     | 17 декабря 2020 | 304         | 3.33                |
| 41      | 5          | «Незаменимый» «Non-Essential»             | Неизвестно | Неизвестно     | 11 марта 2021   | 305         | 2.90                |
| 42      | 6          | «Miles Apart»                             | Неизвестно | Неизвестно     | 18 марта 2021   | 306         | 3.01                |
| 43      | 7          | «Timing»                                  | Неизвестно | Неизвестно     | 25 марта 2021   | 307         | 3.06                |
| 44      | 8          | «The Price of Admission»                  | Неизвестно | Неизвестно     | 1 апреля 2021   | 308         | 2.62                |
| 45      | 9          | «The Lost Sheep»                          | Неизвестно | Неизвестно     | 7 апреля 2021   | 309         | 2.26                |
| 46      | 10         | «Trust Me»                                | Неизвестно | Неизвестно     | 14 апреля 2021  | 310         | 2.55                |
| 47      | 11         | «Redefine»                                | Неизвестно | Неизвестно     | 21 апреля 2021  | 311         | 2.01                |
| 48      | 12         | «Junior»                                  | Неизвестно | Неизвестно     | 5 мая 2021      | 312         | 2.10                |
| 49      | 13         | «Listen»                                  | Неизвестно | Неизвестно     | 12 мая 2021     | 313         | 2.01                |
| 50      | 14         | «United Front»                            | Неизвестно | Неизвестно     | 19 мая 2021     | 314         | 1.97                |
| 51      | 15         | «Not Alone»                               | Неизвестно | Неизвестно     | 26 мая 2021     | 315         | 2.21                |

### Сезон 4 (2021—2022)
| № общий | № в сезоне | Название                            | Режиссёр   | Автор сценария | Дата премьеры    | Произв. код | Зрители в США (млн) |
| ------- | ---------- | ----------------------------------- | ---------- | -------------- | ---------------- | ----------- | ------------------- |
| 55      | 1          | «Семья прежде всего» «Family First» | Неизвестно | Неизвестно     | 22 сентября 2021 | 401         | 2.09                |
| 56      | 2          | «Не по плану» «Not the plan»        | Неизвестно | Неизвестно     | 29 сентября 2021 | 402         | 2.05                |
| 57      | 3          | «Ночь игр» «Game Night»             | Неизвестно | Неизвестно     | 6 октября 2021   | 403         | 1.75                |
| 58      | 4          | «Пиноккио» «Pinocchio»              | Неизвестно | Неизвестно     | 13 октября 2021  | 404         | 1.89                |

## Производство

### Разработка
Это оптимистичный взгляд на то, как потеря одного друга становится стимулом для других семи, начать, наконец, жить, дать ему и самому себе обещание быть честными друг с другом... Я на собственном опыте знаю, что смерть друга — постоянное напоминание о том, что нужно смотреть на вещи с другой стороны.
18 августа 2017 года ABC заказал сценарий пилотного эпизода сериала «Миллион мелочей» от Пи Джея Нэша, который также стал исполнительным продюсером проекта вместе с Аароном Капланом и Даной Онор. По настроению сериал сравнивался с фильмом «Большое разочарование»; название происходит от поговорки «Дружба — это не одна большая вещь, это миллион мелочей» (англ. Friendship isn't a big thing – it's a million little things). Нэшу пришла идея сериала после съёмок пилота комедийного сериала Losing It. Он сказал, что «иногда в комедии тебе приходится извиняться за добавление драмы, поэтому я в восторге от того, что ABC хочет добавить комедию в драму». ABC официально заказал съёмки пилотного эпизода в январе 2018 года, а 9 мая 2018 года сериал был официально заказан на первый сезон. Сериал продюсируется компаниями ABC Studios и Kapital Entertainment.
26 октября 2018 года первый сезон был расширен до 17-ти эпизодов. 5 февраля 2019 года канал ABC продлил телесериал на второй сезон. 21 мая 2020 года телеканал ABC продлил телесериал на третий сезон. Премьера третьего сезона состоялась 19 ноября 2020 года. 14 мая 2021 года стало известно о продление сериала на четвёртый сезон. Его премьера состоялась 22 сентября 2021 года.
13 мая 2022 года канал продлил телесериал на пятый сезон. 22 августа 2022 года стало известно что пятый сезон станет финальным для сериала.

### Кастинг
6 февраля 2018 года Дэвид Джинтоли получил роль Эдди. Неделю спустя Романи Малко присоединился к проекту в роли Рома. К концу месяца актёрский состав пополнили Кристина Очоа в роли Эшли, Энн Сон в роли Кэтрин, Кристина Мозес в роли Реджины Говард и Джеймс Родэй в роли Гэри. В начале марта 2018 года Стефани Шостак получила роль Делайлы, Лиззи Грин — роль Софи Диксон, а Эллисон Миллер — роль Мэгги. В том же месяце стало известно, что Рон Ливингстон получил роль в сериале, и при заказе сериала на первый сезон в мае 2018 года стало известно, что его персонажа зовут Джон. На роль Кэтрин, которую исполнила Сон в пилотном эпизоде, был объявлен рекаст.

### Съёмки
Съёмки пилотного эпизода проходили с 12 по 29 марта 2018 года в Ванкувере, Британская Колумбия.